# Fawad Khan
Fawad Afzal Khan (Lahore, 29 novembre 1981) è un cantante e attore pakistano.

## Biografia
Nel 2000 è tra i fondatori del gruppo rock Entity Paradigm. Ha fatto parte di questa band dal 2000 al 2007, poi dal 2009 al 2012 e nel 2017. Il gruppo tuttavia ha all'attivo un solo album in studio, ovvero Irtiqa, uscito nel 2003.
Nel 2007 debutta come attore nel film Khuda Kay Liye, diretto da Shoaib Mansoor.

## Filmografia parziale

### Cinema
- Khuda Kay Liye, regia di Shoaib Mansoor (2007)
- Khoobsurat, regia di Shashanka Ghosh (2014)
- Ho Mann Jahaan, regia di Asim Raza (2015)
- Kapoor & Sons, regia di Shakun Batra (2016)
- Ae Dil Hai Mushkil, regia di Karan Johar (2016)
- Jawani Phir Nahi Ani 2, regia di Nadeem Baig (2018)
- Parey Hut Love, regia di Asim Raza (2019)

### Televisione
- Satrangi (2008)
- Dastaan (2010)
- Akbari Asghari (2011)
- Humsafar (2011-2012)
- Zindagi Gulzar Hai (2012-2013)
- Behadd (2013)
- Armaan (2013)
- Ms. Marvel – serie TV (2022)

## Premi
- Filmfare Awards
  - 2015: "Best Male Debut"
- BIG Star Entertainment Awards
  - 2014: "Most Entertaining Actor (Film) Debut – Male"
- Lux Style Awards
  - 2008: "Best Actor – Film"
  - 2013: "Best Television Actor – Satellite"
  - 2014: "Best Television Actor – Satellite"
- Pakistan Media Awards
  - 2011: "Best Actor – Satellite"
- Hum Awards
  - 2013: "Best onscreen Couple" (con Mahira Khan), "Hum Honorary Phenomenal Serial Award"
  - 2014: "Best Actor – Popular", "Best onscreen Couple – Jury (con Sanam Saeed), "Best onscreen Couple – Popular" (con Sanam Saeed)
  - 2015: "International Icon of The Year"
- Indian Film Festival of Melbourne
  - 2016: "Diversity Award"
- ARY Film Awards
  - 2016: "International Icon of The Year"
- Filmfare Middle East
  - 2018: "Best Cinematic Icon"
- Tarang Housefull Awards
  - 2013: "Best Couple" (con Aamina Sheikh)
- Masala! Awards
  - 2014: "Best Bollywood Debut"